# Scopula parallelaria
Scopula parallelaria là một loài bướm đêm trong họ Geometridae.